# Грамзда
Гра́мзда (латыш. Gramzda) — населённый пункт в Южно-Курземском крае Латвии. Административный центр Грамздской волости. Расстояние до города Лиепая составляет около 53 км.
По данным на 2017 год, в населённом пункте проживало 276 человек. Есть волостная администрация, начальная школа, дом культуры, библиотека, фельдшерский пункт

## История
В советское время населённый пункт был центром Грамздского сельсовета Лиепайского района. В селе располагалась центральная усадьба совхоза «Грамзда».

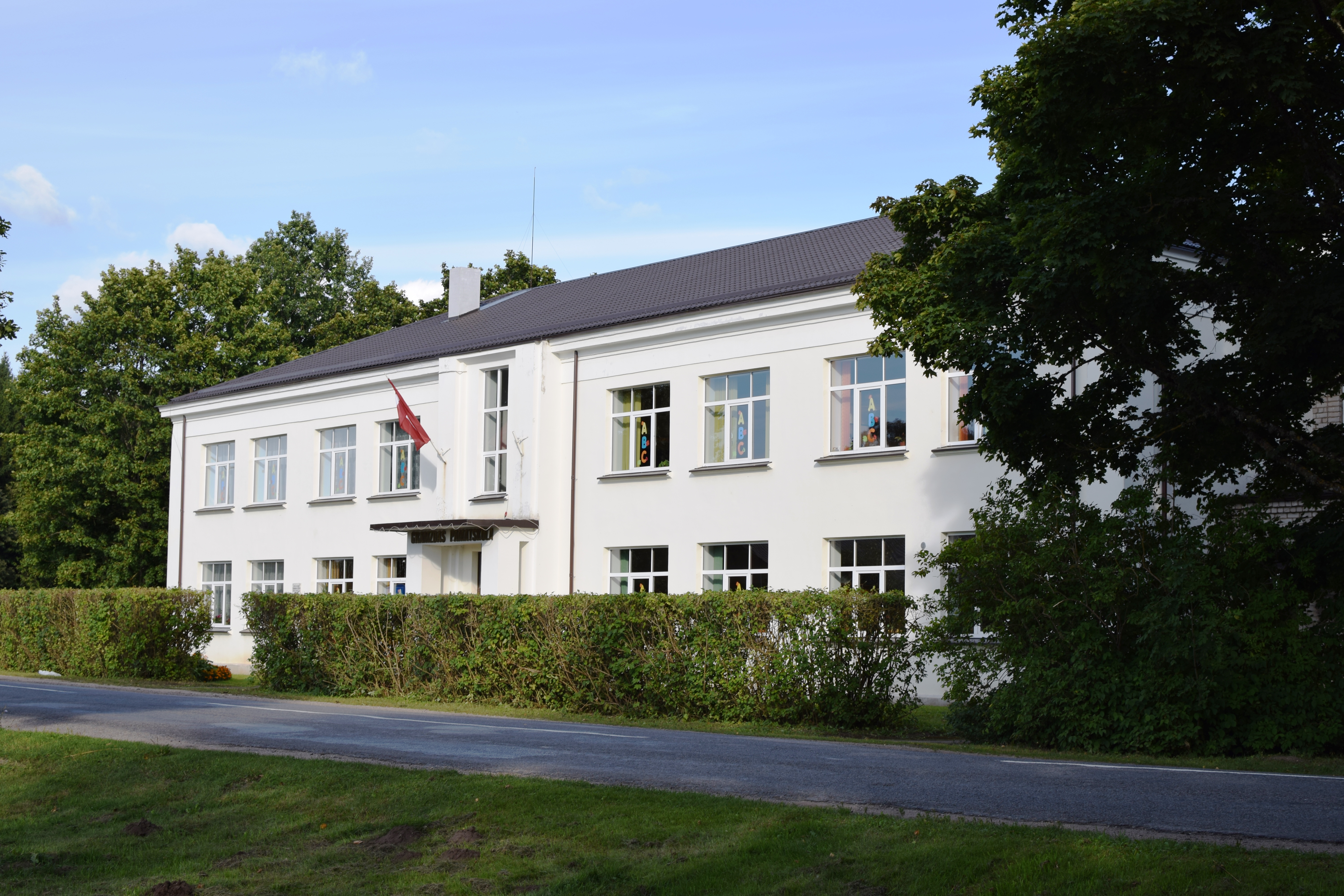
Начальная школа
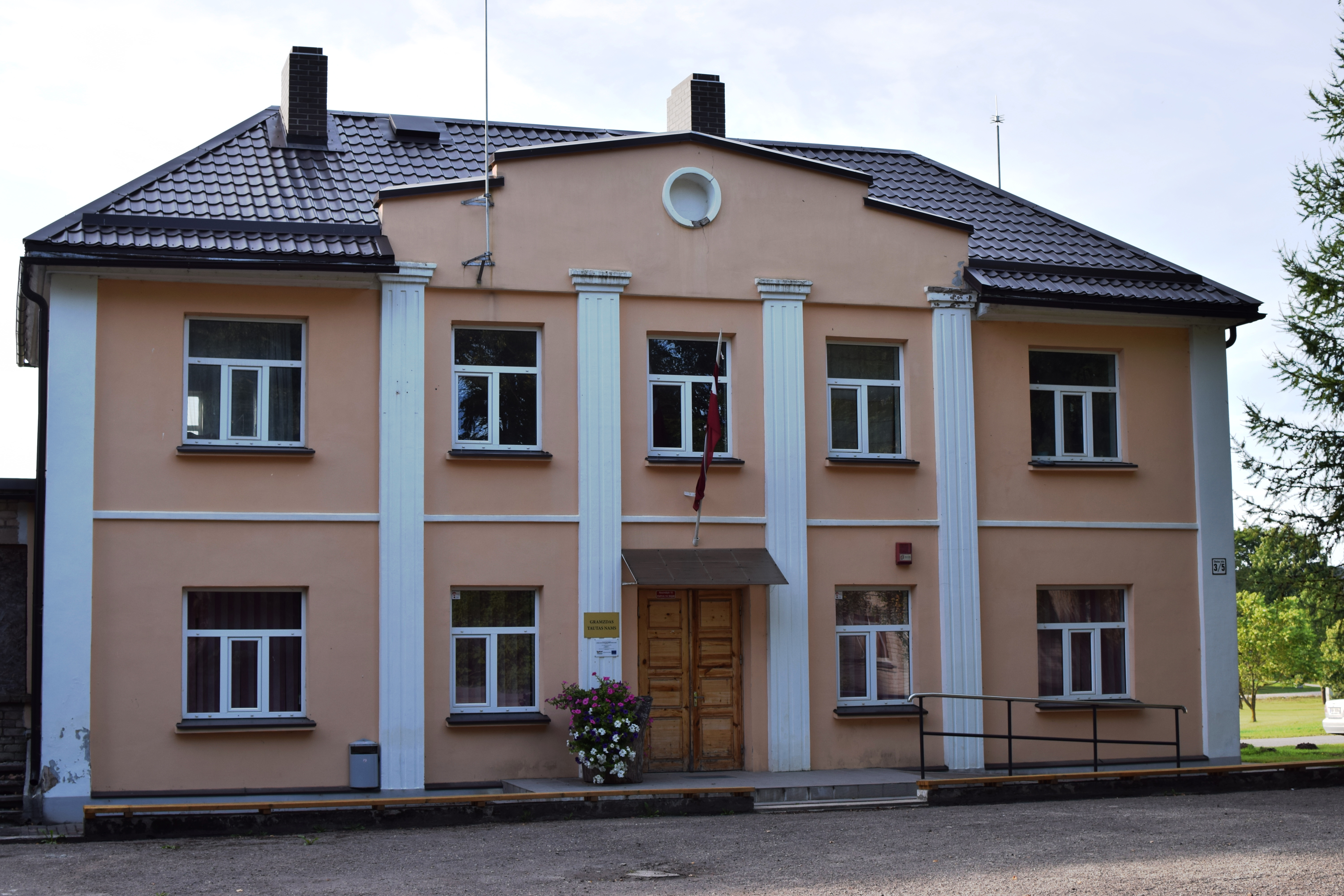
Дом культуры
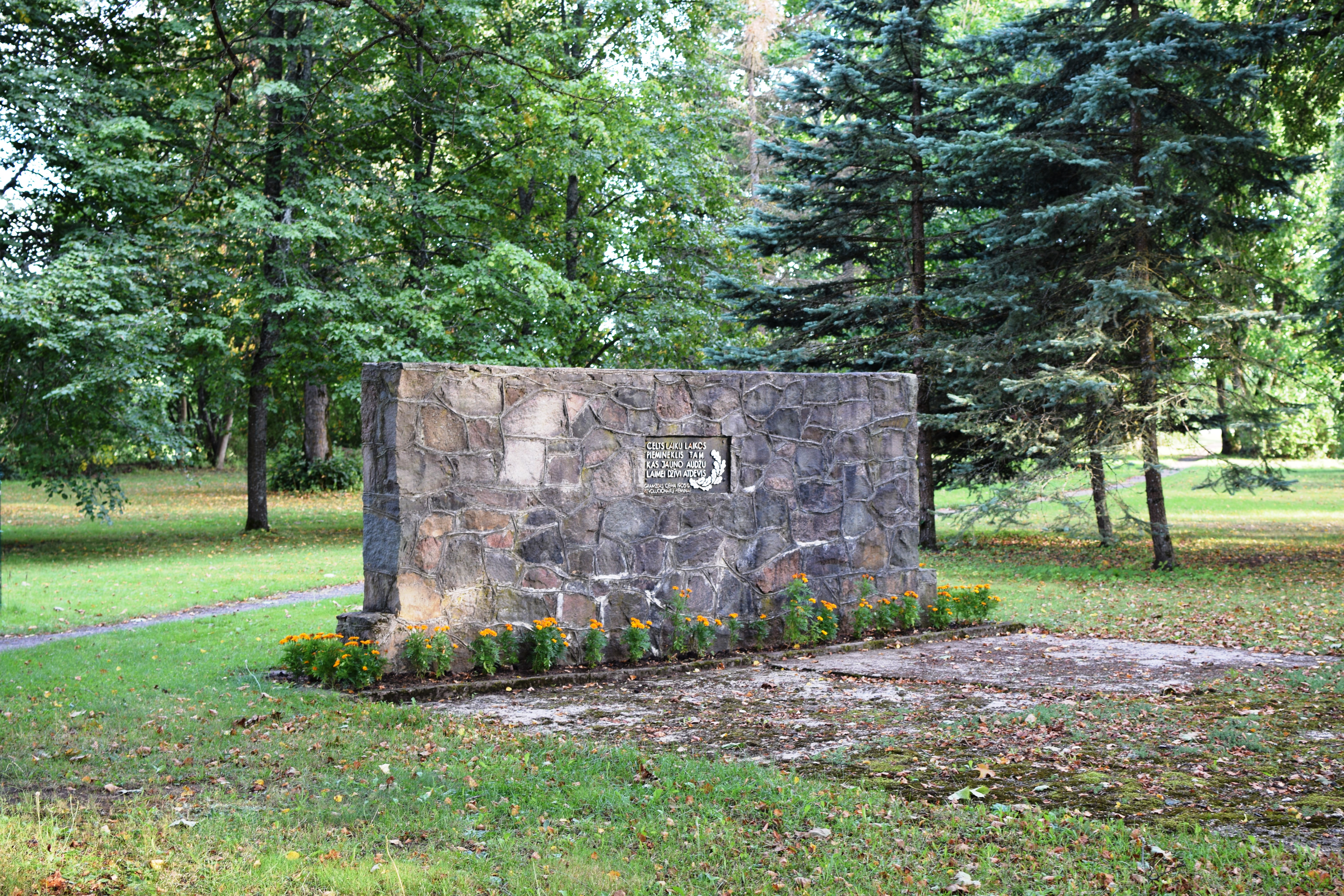
Памятник революции 1905 года